# Автопатія
Автопатія (від авто- сам... і ... патія - страждання), негативний вплив одна на одну рослин одного або близьких видів виділеннями або продуктами розкладання; форма  алелопатії.